# Tigy
Tigy est une commune française située dans  la région Centre-Val de Loire, le département du Loiret.

## Géographie

### Localisation
La commune de Tigy se trouve dans le quadrant sud-ouest du département du Loiret, dans la région agricole de la Sologne et l'aire urbaine d'Orléans.  À vol d'oiseau, elle se situe à 24,8 km  d'Orléans, préfecture du département, et à 9,7 km de Jargeau, ancien chef-lieu du canton dont dépendait la commune avant mars 2015. La commune fait partie du bassin de vie de Châteauneuf-sur-Loire dont elle est éloignée de 8,0 km.

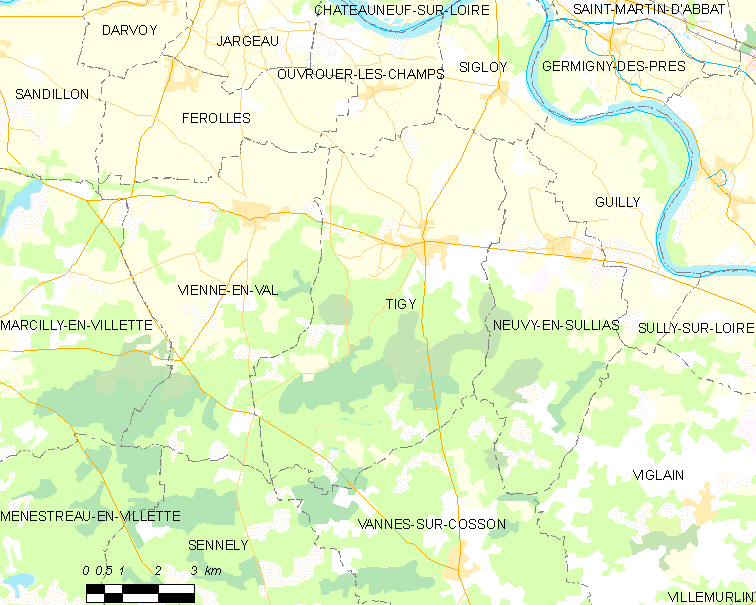
Carte de la commune de Tigy et des communes limitrophes.

Les communes les plus proches sont : Neuvy-en-Sullias (3,4 km), Ouvrouer-les-Champs (4,4 km), Sigloy (4,7 km), Vienne-en-Val (4,7 km), Guilly (5,9 km), Germigny-des-Prés (7,5 km), Férolles (7,9 km), Châteauneuf-sur-Loire (8 km), Saint-Benoît-sur-Loire (8,3 km) et Saint-Martin-d'Abbat (8,5 km).
|               | Ouvrouer-les-Champs, Sigloy |                  |
| Vienne-en-Val | Tigy                        | Neuvy-en-Sullias |
|               | Vannes-sur-Cosson           |                  |

La délimitation du territoire de Tigy avec Vannes-sur-Cosson est réalisée en 1933 (A.D. 45-W 35.638) ; celle avec Neuvy-en-Sullias en 1934 : la limite suit le nouveau tracé du chemin et du ruisseau appelé Gué des Rivières (A.D. 45-W 35.638).

### Géologie et relief

#### Géologie
La commune se situe dans le sud du Bassin parisien, le plus grand des trois bassins sédimentaires français. Cette vaste dépression, occupée dans le passé par des mers peu profondes et des lacs, a été comblée, au fur et à mesure que son socle s’affaissait, par des sables et des argiles, issus de l’érosion des reliefs alentours, ainsi que des calcaires d’origine biologique, formant ainsi une succession de couches géologiques.
Les couches affleurantes sur le territoire communal sont constituées de formations superficielles du Quaternaire et de roches sédimentaires datant du Cénozoïque, l'ère géologique la plus récente sur l'échelle des temps géologiques, débutant il y a 66 millions d'années. La formation la plus ancienne est des sables et argiles de Sologne remontant à l’époque Miocène de la période Néogène. La formation la plus récente est des alluvions récentes des lits mineurs remontant à l’époque Holocène de la période Quaternaire. Le descriptif de ces couches est détaillé dans  les feuilles « n°398 - La Ferté-Saint-Aubin » et « n°399 - Châteauneuf-sur-Loire » de la carte géologique au 1/50 000ème du département du Loiret, et leurs notices associées,.

Carte géologique de la commune.

|  | Fz :  | alluvions récentes des lits mineurs, Holocène                                                     |
|  | FC :  | alluvions et colluvions du fond des vallées secondaires, Holocène                                 |
|  | Fy :  | alluvions récentes des levées et montilles de la Loire et des basses terrasses du Loing, Holocène |
|  | Fx :  | alluvions de basse terrasse de la Loire, Pléistocène (Wurm), terrasse +5 m                        |
|  | Fw :  | alluvions de haute terrasse de la Loire, Pléistocène (Riss), terrasse +10 -15 m                   |
|  | Fvb : | alluvions de haute terrasse, Pléistocène (Mindel), terrasse +20 m                                 |

|  | m3-p1SASo : | sables et argiles de Sologne, Langhien supérieur à Pliocène inférieur |

#### Relief
La superficie cadastrale de la commune publiée par l’Insee, qui sert de références dans toutes les statistiques, est de 47,29 km2,. La superficie géographique, issue de la BD Topo, composante du Référentiel à grande échelle produit par l'IGN, est quant à elle de 47,05 km2. Son relief est relativement plat puisque la dénivelée maximale atteint 45 mètres. L'altitude du territoire varie entre 104 m et 149 m.

### Hydrographie
Deux sous-affluents de la Loire traversent le territoire de la commune : le Leu, affluent du Loiret et le Bourillon, affluent du Cosson.
La partie sud de la commune, forestière, est couverte de nombreux étangs.

### Écarts et lieux-dits
La Maltournée ; les Crots-de-Veaux ; le Poirier ; Montmasse ; les Hauts ; l'Œuf ; Champlong ; les Gittonières ; Brosseronde.

### Climat
Pour des articles plus généraux, voir Climat du Centre-Val de Loire et Climat du Loiret.
En 2010, le climat de la commune est de type climat océanique dégradé des plaines du Centre et du Nord, selon une étude du CNRS s'appuyant sur une série de données couvrant la période 1971-2000. En 2020, Météo-France publie une typologie des climats de la France métropolitaine dans laquelle la commune est exposée à un climat océanique altéré et est dans la région climatique Moyenne vallée de la Loire, caractérisée par une bonne insolation (1 850 h/an) et un été peu pluvieux.
Pour la période 1971-2000, la température annuelle moyenne est de 10,8 °C, avec une amplitude thermique annuelle de 15,5 °C. Le cumul annuel moyen de précipitations est de 701 mm, avec 11,4 jours de précipitations en janvier et 7,4 jours en juillet. Pour la période 1991-2020, la température moyenne annuelle observée sur la station météorologique de Météo-France la plus proche, sur la commune de Saint-Benoît-sur-Loire à 8 km à vol d'oiseau, est de 12,0 °C et le cumul annuel moyen de précipitations est de 687,0 mm,. Pour l'avenir, les paramètres climatiques de la commune estimés pour 2050 selon différents scénarios d'émission de gaz à effet de serre sont consultables sur un site dédié publié par Météo-France en novembre 2022.

## Toponymie
Le nom de la localité est attesté sous les formes De Tegiaco au XIe siècle ; Tigiacum ultra fluvium Ligeris en 1080 ; De Tegiaco en 1146-1147 ; In pago Aurelianensi, villa quae Tetgiacus dicitur en 1160 ; Tigy-en-Sologne en avril 1501 ; Tigy au XVIIIe siècle.
Il serait issu d'un type toponymique gallo-roman *TEDIACU. Ce qui s'analyse comme suivant : anthroponyme Tedius combiné avec le suffixe -acum. *TEDIACU aboutit à Tigi par suite de la consonnification du [i] ; d’où *Tedjacu, qui explique les formes médiévales, aux désinences latinisées, Tetgiacus, Tegiaco, Tigiacum.

## Histoire

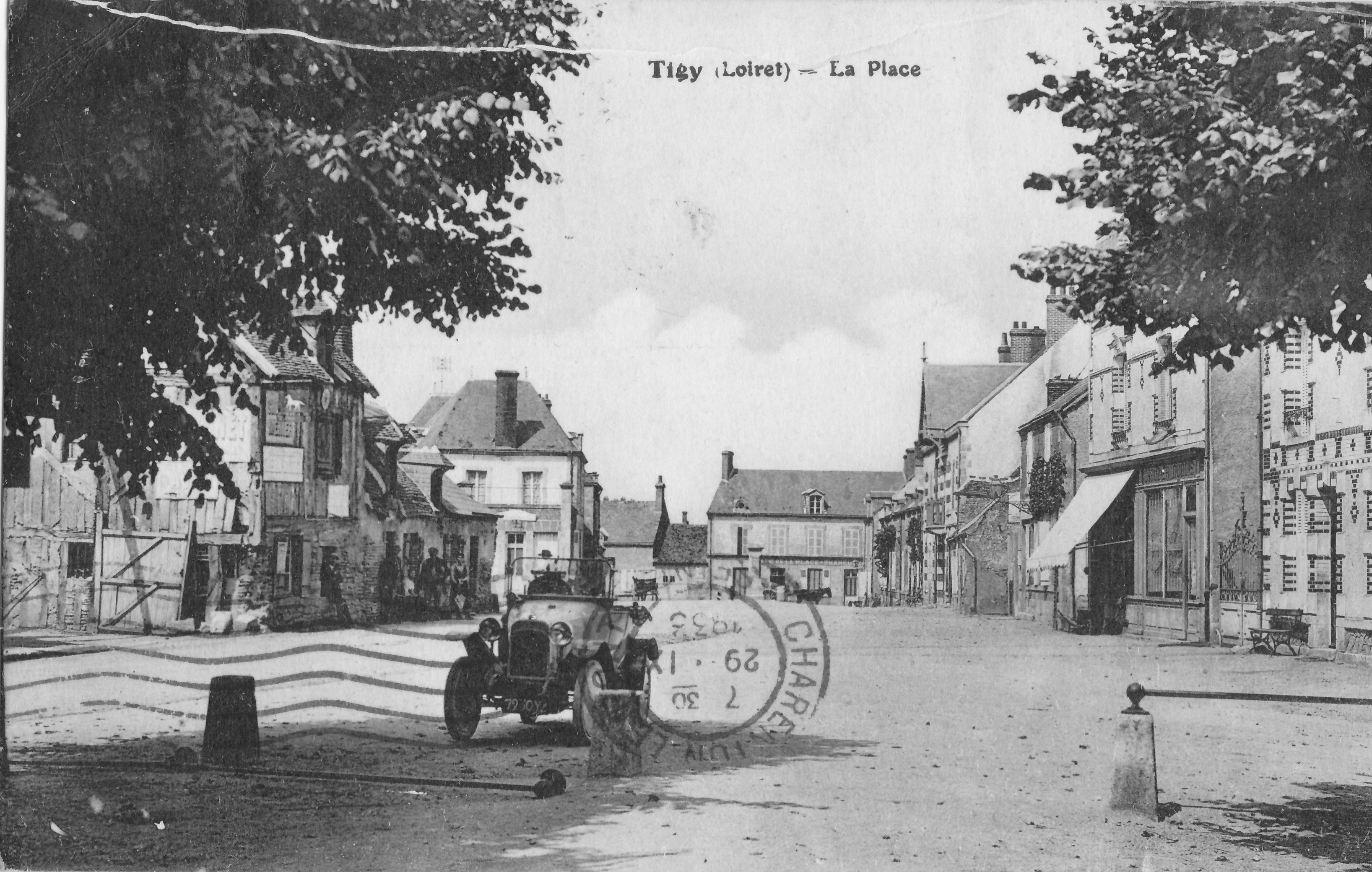
La place du village vers 1939.

Entre 1905 et 1934, une gare des tramways de Sologne dessert la commune.
En 1933, le village est l'épicentre d'un séisme d'intensité modérée, avec peu de dégâts.

## Urbanisme

### Typologie
Au 1er janvier 2024, Tigy est catégorisée bourg rural, selon la nouvelle grille communale de densité à sept niveaux définie par l'Insee en 2022.
Elle est située hors unité urbaine. Par ailleurs la commune fait partie de l'aire d'attraction d'Orléans, dont elle est une commune de la couronne,. Cette aire, qui regroupe 136 communes, est catégorisée dans les aires de 200 000 à moins de 700 000 habitants,.

### Occupation des sols
L'occupation des sols de la commune, telle qu'elle ressort de la base de données européenne d’occupation biophysique des sols Corine Land Cover (CLC), est marquée par l'importance des forêts et milieux semi-naturels (56,1 % en 2018), une proportion sensiblement équivalente à celle de 1990 (55,4 %). La répartition détaillée en 2018 est la suivante : 
forêts (55,5 %), terres arables (30,2 %), zones agricoles hétérogènes (8,9 %), zones urbanisées (3,4 %), prairies (0,8 %), milieux à végétation arbustive et/ou herbacée (0,6 %), cultures permanentes (0,5 %).
L'évolution de l’occupation des sols de la commune et de ses infrastructures peut être observée sur les différentes représentations cartographiques du territoire : la carte de Cassini (XVIIIe siècle), la carte d'état-major (1820-1866) et les cartes ou photos aériennes de l'IGN pour la période actuelle (1950 à aujourd'hui).

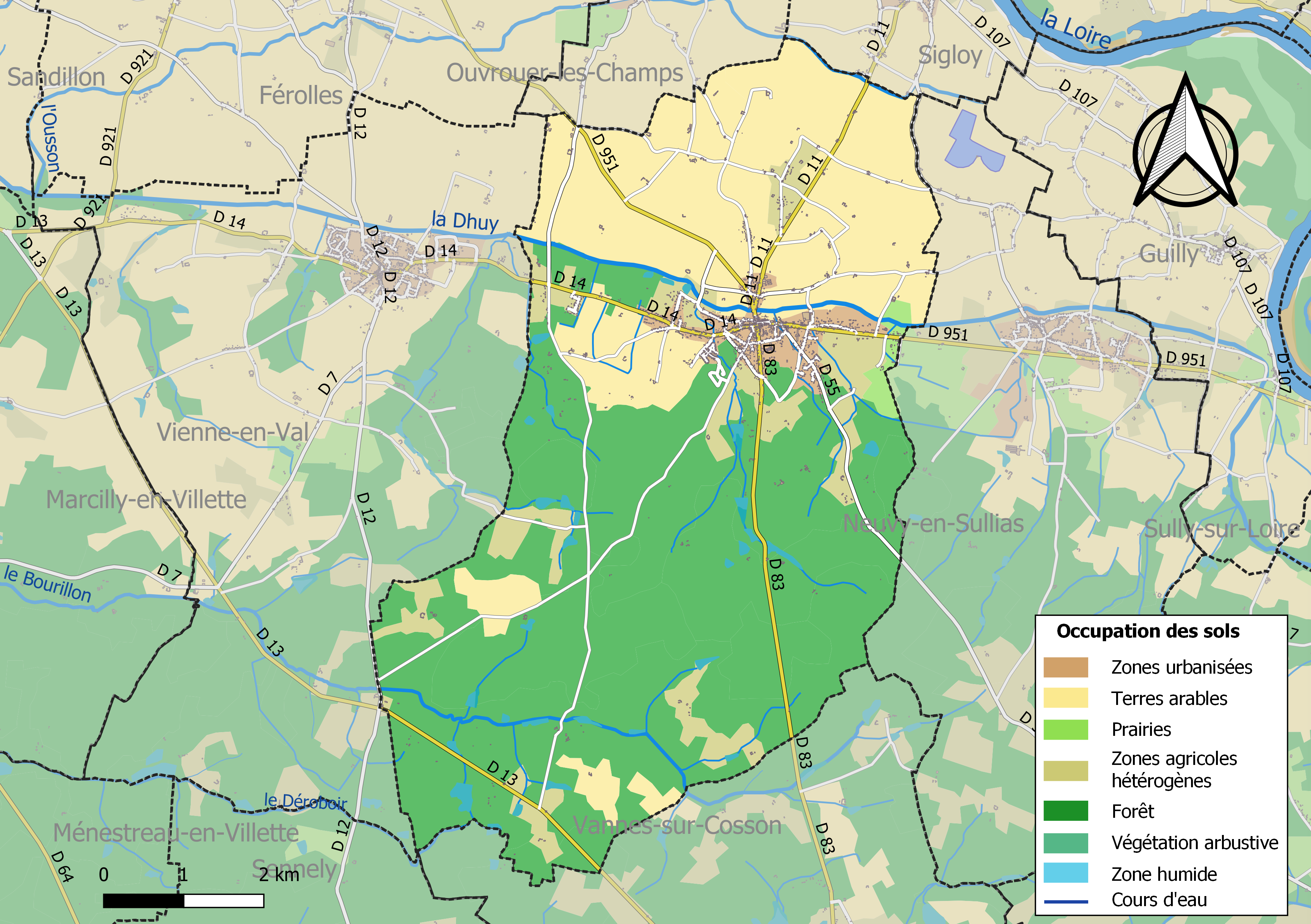
Carte des infrastructures et de l'occupation des sols de la commune en 2018 (CLC).
Carte orthophotographique de la commune en 2016.

### Planification

#### Plan local d'urbanisme
La commune prescrit l'élaboration d'un plan d'occupation des sols en décembre 1987. Le document est approuvé en septembre 1991 puis modifié à plusieurs reprises,.
La loi relative à la solidarité et au renouvellement urbains du 13 décembre 2000, dite loi SRU, complétée par la loi urbanisme et habitat du 2 juillet 2003, marque une évolution de la planification urbaine en créant notamment les plans locaux d’urbanisme (PLU), vecteurs de projets de territoire, appelés à se substituer progressivement aux plans d’occupation des sols. Le PLU contient deux éléments nouveaux par rapport au POS : le plan d'aménagement et de développement durable (PADD), qui exprime le projet de la ville par des orientations générales en matière d'urbanisme, de développement, d'équipement et de préservation de l'environnement et les orientations d'aménagement et de programmation (OAP) qui correspondent à des zooms qui peuvent porter sur des quartiers ou secteurs à mettre en valeur, réhabiliter, restructurer ou aménager, ou sur l'aménagement d'un espace public, etc. Dans ce cadre la commune prescrit l'élaboration d'un PLU en septembre 2008. Le document est approuvé le 9 septembre 2015. Mais cette même année 2015, les sept communes de la communauté de communes Val Sol, dont Tigy est membre, décident, dans un souci de solidarité et de cohérence en termes d’aménagement du territoire et pour rendre leurs documents d'urbanisme compatibles avec les dernières lois en vigueur, de confier à la communauté de communes l'élaboration d'un PLU intercommunal. Le conseil communautaire, après avoir organisé le 11 décembre 2015 la conférence des maires destinée à arrêter les modalités de collaboration entre la communauté de communes et les communes membres, décide le 15 décembre 2015 de lancer la procédure.

#### Documents d'orientations intercommunaux
La commune est membre du Pays Sologne Val-sud, qui regroupe 29 des communes de la Sologne du Loiret. Ce pays impose un certain nombre de contraintes, que les documents d’urbanisme doivent respecter en étant compatibles avec les documents d’orientations du Pays. Le pays a notamment élaboré une charte architecturale et paysagère en 2005.
En 2012 les Pays Forêt d'Orléans Val de Loire, Loire Beauce et Sologne Val Sud sont les seuls territoires du département du Loiret ne disposant pas de schéma de cohérence territoriale (SCoT). Compte tenu  de l'intérêt de cet outil pour l'avenir des territoires, les élus de ces pays décident d'engager une démarche d'élaboration de SCOT. Le comité syndical du Pays Sologne Val Sud se prononce majoritairement en mars 2013 pour prendre la compétence SCoT dans ses statuts. Les quatre communautés de communes qui composent le Pays délibèrent en avril et mai 2013 pour confier "l'élaboration, la gestion et le suivi du SCoT" au Pays Sologne Val Sud. Les compétences sont modifiées en ce sens en juin 2013, le périmètre du SCOT est arrêté par le préfet le 10 octobre 2013. Après étude et concertation de 2014 à 2017, le document doit être approuvé en 2018.

### Voies de communication et transports

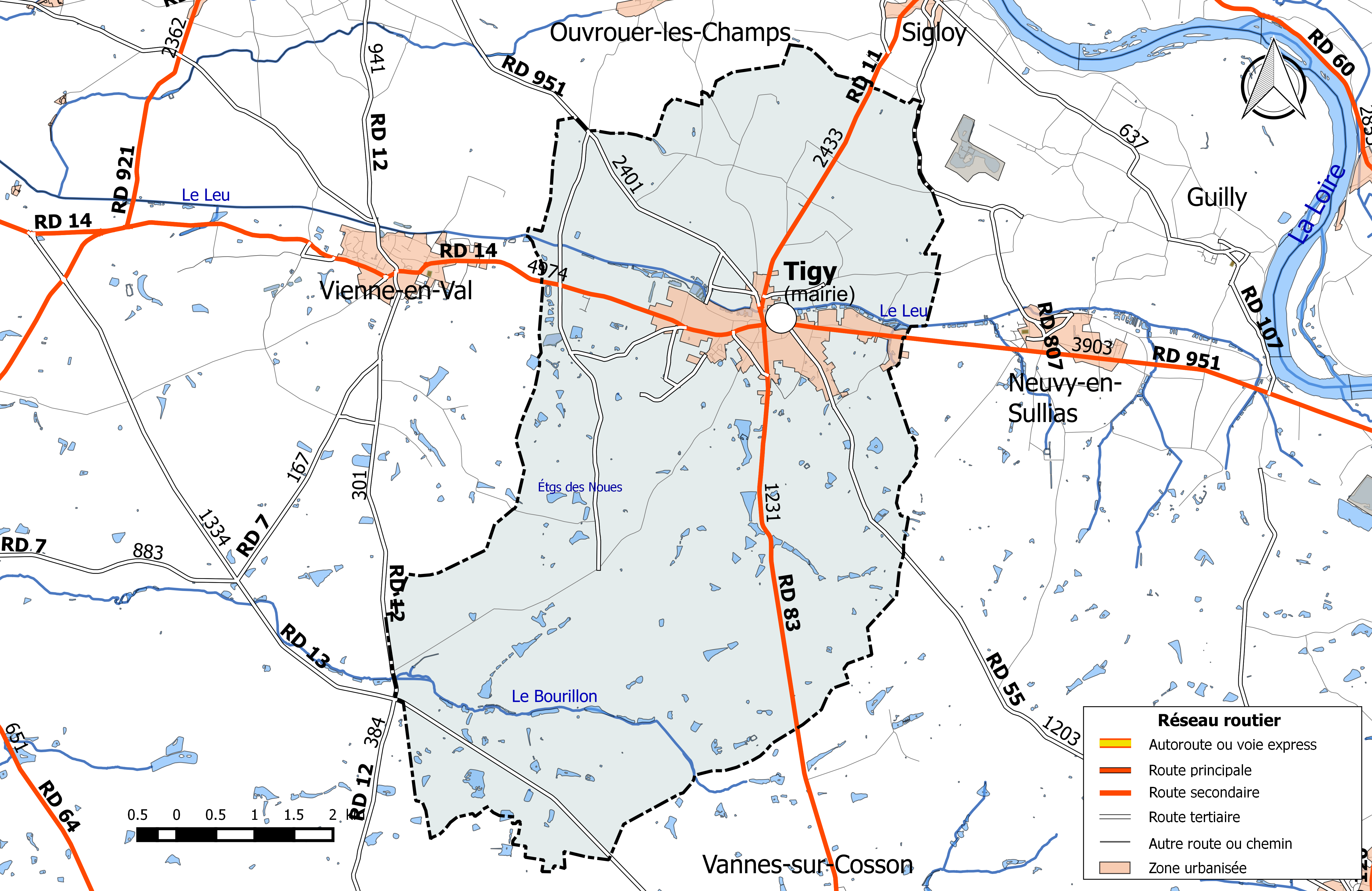
Réseau routier principal de la commune de Tigy (avec indication du trafic routier 2014).

#### Infrastructures routières
La commune est traversée par sept routes départementales : la RD 14, la RD 11, la RD 951, la RD 83, la RD 55, la RD 12 et la RD 13.
La RD 14, qui relie Saint-Hilaire-Saint-Mesmin à Tigy, est une route à grande circulation et supporte en 2014 un trafic de 4 974 véhicules/jour dans la traversée de la commune. La RD 11 relie Tigy à Tivernon et supporte 2 433 véhicules/jour.
La RD 951 est l'ancienne route nationale 751, qui avait été créée en 1933 et était définie comme la route de Cosne-sur-Loire à la pointe de Saint-Gildas par la rive gauche de la Loire. La section traversant le Loiret, reliant Beaulieu-sur-Loire à Lailly-en-Val, a été transférée au département du Loiret par arrêté du 22 décembre 1972. En 2014, elle supporte sur le territoire communal un trafic de 2 401 véhicules/jour.
Les RD 83 (121 véhicules/jour) et RD 55 (1 203 véhicules/jour) relie le bourg à Isdes et à Cerdon. Les RD 12 (301 véhicules/jour) et  RD 13 (1 334 véhicules/jour) sont localisées dans la partie extrême sud-ouest de la commune et relient respectivement Jargeau à Sennely d'une part et Sandillon à Vannes-sur-Cosson d'autre part.
Complétant ces voies, la commune est sillonnée de plusieurs voies communales et chemins ruraux  desservant ses fermes et hameaux et les bourgs environnants.

#### Transports en commun
La commune est desservie par la ligne n°7A du réseau Ulys, le réseau interurbain de transport par autocar du Conseil départemental du Loiret. Cette ligne, qui relie Sully-sur-Loire - Tigy - Jargeau - Orléans, propose un nombre de dessertes variable en fonction des jours ouvrables de la semaine. Des correspondances SNCF sont assurées dans la  gare d'Orléans.

### Risques naturels et technologiques majeurs
La commune de Tigy est vulnérable à différents aléas naturels : inondations (par débordement de la Loire ou de ruisseaux), climatiques (hiver exceptionnel ou canicule), mouvements de terrains ou sismique. 
Entre 1999 et 2016, deux arrêtés ministériels portant ou ayant porté reconnaissance de catastrophe naturelle ont été pris pour le territoire de la commune de Tigy pour des inondations et coulées de boue.

#### Risque d'inondation

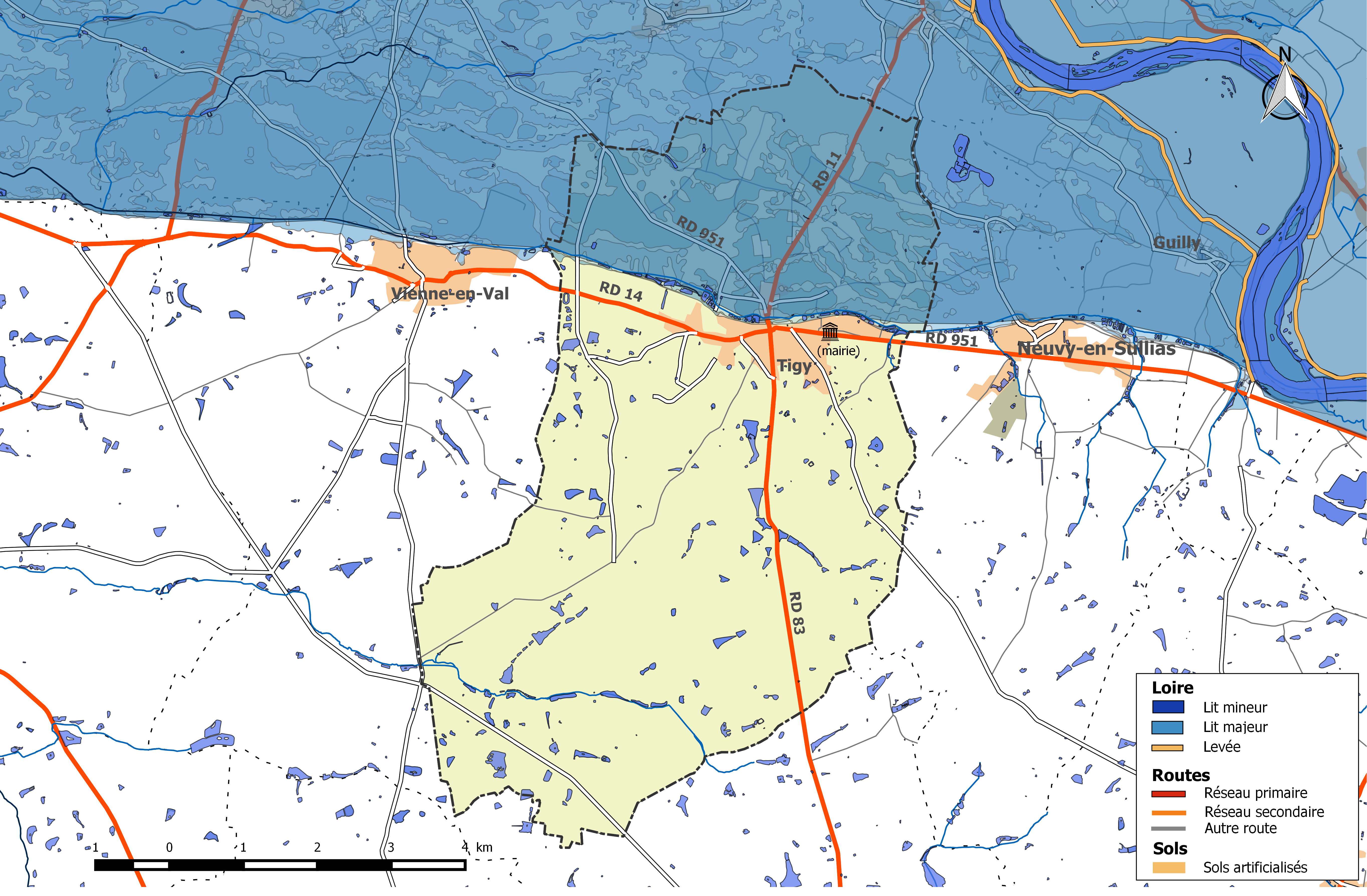
Zone inondable de la commune de Tigy.

La Loire est à l'origine des dégâts les plus importants sur la commune en cas de crue majeure. Les crues historiques sont celles de 1846, 1856, 1866 et 1907. Aucune crue n'a atteint depuis 1907 les hauteurs atteintes lors de ces événements catastrophiques.
La zone inondable de la commune de Tigy couvre une surface de 1 255 hectares, soit 27 % du territoire communal et se répartit en 1 122 ha en espaces agricoles, 4 ha en eau, 47 ha en espaces naturels,  3 ha en serres et 79 ha en surfaces urbanisées.  493 personnes résident dons cette zone. Elle fait partie du val d'Orléans qui s’étend sur 33 km de longueur, du hameau de Bouteille à l’amont au confluent du Loiret à l’aval. Ce val est protégé par une levée en terre, la levée d'Orléans, de 45 km de longueur et est inondé par le remous de la Loire dans la confluence du Loiret dès les premières crues simulées. Cette levée a été renforcée sur toute sa longueur. Le niveau de protection historique est celui visé par la construction du déversoir de Jargeau, aménagé à la fin du XIXe siècle à l'emplacement des brèches qui s'étaient produites en 1846, 1856 et 1866 et conçu initialement pour fonctionner au-delà de la cote de Loire à l'échelle d'Orléans proche de 6 m (crue de 1825, n'ayant pas occasionné de brèches). Les lignes d’eau en crue ont toutefois beaucoup changé depuis du fait de l’évolution morphologique du lit de la Loire, conséquence des ouvrages de navigation qui ont été réalisés au XIXe siècle et de l’extraction massive de matériaux en deuxième partie du XXe siècle. Le déversoir ne remplit donc plus sa fonction de protéger la levée d’Orléans des surverses, et il ne permet plus de définir l’objectif de protection du système d’endiguement.
L'analyse menée dans le cadre de l'étude de danger des digues, montre qu'aujourd'hui, le niveau de protection apparent de la levée est associé à une crue de période de retour d'environ 200 ans, soit une hauteur d'eau à l'échelle d'Orléans estimée à 5,75 m. Les zones de surverses probables mises en évidence se situent de l'amont vers l'aval, à Guilly, Tigy et Saint-Denis-en-Val (lieu-dit de Château Lumina). Par ailleurs, ces études montrent aussi que des défaillances avant dépassement des ouvrages sont probables, en particulier à Guilly, Tigy et Saint-Pryvé-Saint-Mesmin. Pour le secteur de Guilly, la probabilité de rupture n'est plus négligeable dès la crue de période de retour de 70 ans, soit une cote d'environ 4,60 m à l'échelle d'Orléans. Cette cote définit le niveau de sûreté actuel de la digue d'Orléans et correspond au seuil de déclenchement du plan d'évacuation massive de l'agglomération d'Orléans en cas de crue.
Le risque d'inondation est pris en compte dans l'aménagement du territoire de la commune par le biais du Plan de prévention du risque inondation (PPRI) du val d'Orléans - val amont, approuvé le 20 janvier 2015. Deux documents permettent de définir les modalités de gestion de crise et d'organisation des secours : au niveau départemental, le Dispositif ORSEC départemental spécialisé déclenché en cas d'inondation de la Loire, le plan ORSIL, et au niveau communal le plan communal de sauvegarde.

#### Risque de mouvements de terrain
Le territoire de la commune peut être concerné par un risque d'effondrement de cavités souterraines non connues. Une cartographie départementale de l'inventaire des cavités souterraines et des désordres de surface a été réalisée. Il a été recensé sur la commune plusieurs effondrements de cavités.
Par ailleurs le sol du territoire communal peut faire l'objet de mouvements de terrain liés à la sécheresse. Le phénomène de retrait-gonflement des argiles est la conséquence d'un changement d'humidité des sols argileux. Les argiles sont capables de fixer l'eau disponible mais aussi de la perdre en se rétractant en cas de sécheresse. Ce phénomène peut provoquer des dégâts très importants sur les constructions (fissures, déformations des ouvertures) pouvant rendre inhabitables certains locaux. Celui-ci a particulièrement affecté le Loiret après la canicule de l'été 2003. La partie nord du territoire de la commune est soumis à un aléa « faible » face à ce risque, selon l'échelle définie par le Bureau de recherches géologiques et minières (BRGM), tandis qu'une grande partie du sud de la commune est en aléa « moyen » (Les Gittonières, Mongerlon, Brosseronde, le Gué Robert, les Quatre Vents).

## Politique et administration

### Découpage territorial

#### Bloc communal: Commune et intercommunalités
La paroisse de Tigy acquiert le statut de municipalité avec le  décret du 12 novembre 1789 de l'Assemblée Nationale puis celui de « commune », au sens de l'administration territoriale actuelle, par le décret de la Convention nationale du 10 brumaire an II (31 octobre 1793). Il faut toutefois attendre la loi du 5 avril 1884 sur l'organisation municipale pour qu'un régime juridique uniforme soit défini pour toutes les communes de France, point de départ de l’affirmation progressive des communes face au pouvoir central.
Aucun événement de restructuration majeure du territoire, de type suppression, cession ou réception de territoire, n'a affecté la commune depuis sa création.
La commune est membre de la Communauté de communes Valsol depuis sa création le 29 décembre 2005 jusqu'au 31 décembre 2016.
À la suite de la Loi portant nouvelle organisation territoriale de la République, promulguée le 8 août 2015, le Schéma départemental de coopération intercommunale du Loiret est arrêté le 30 mars 2016. Il aboutit à l'absorption de la Communauté de communes Valsol (à l'exception de Vannes-sur-Cosson par la Communauté de communes des Loges.

#### Personnalités élues par circonscription électorale de rattachement
Au-delà du maire, premier magistrat administrant la commune, les personnalités élues dont le mandat est relatif à une collectivité à laquelle est rattachée la commune de Tigy et représentant donc le territoire communal au sein de chacune de ces collectivités  sont les suivantes :
| Élections       | Élections                     | Circonscription électorale       | Élu de la circonscription       | Élu de la circonscription | Élu de la circonscription | Élu de la circonscription |
| Niveau          | Type                          | Circonscription électorale       | Titre                           | Nom                       | Début de mandat           | Fin de mandat             |
| --------------- | ----------------------------- | -------------------------------- | ------------------------------- | ------------------------- | ------------------------- | ------------------------- |
| Groupe communal | Municipales et communautaires | Commune de Tigy                  | Maire                           | Noël Le Goff              | 2014                      | 2026                      |
| Groupe communal | Municipales et communautaires | Communauté de communes des Loges | Président de l'intercommunalité | Jean-Pierre Garnier       | 2014                      | 2020                      |
| Département     | Départementales               | Canton de Saint-Jean-le-Blanc    | Conseiller départemental        | Gérard Malbo              | 29 mars 2015              | 2021                      |
| Département     | Départementales               | Canton de Saint-Jean-le-Blanc    | Conseillère départementale      | Laurence Bellais          | 29 mars 2015              | 2021                      |
| Région          | Régionales                    | Région Centre-Val de Loire       | Président du conseil régional   | François Bonneau          | 18 décembre 2015          | 2021                      |
| Pays            | Législatives                  | 3e circonscription               | Député                          | Claude de Ganay           | 18 juin 2017              | juin 2022                 |

#### Circonscriptions de rattachement
Sous l'Ancien Régime, à la veille des États généraux de 1789, la paroisse de Tigy était rattachée sur le plan ecclésiastique à l'ancien diocèse d'Orléans, sur le plan judiciaire au bailliage d'Orléans , sur le plan militaire au gouvernement d'Orléans et sur le plan administratif à la généralité d'Orléans, élection d'Orléans,.
La loi du 22 décembre 1789 divise le pays en 83 départements découpés chacun en six à neuf districts eux-mêmes découpés en cantons regroupant des communes. Les districts, tout comme les départements, sont le siège d’une administration d’État et constituent à ce titre des circonscriptions administratives. La commune de Tigy est alors incluse dans le canton de Tigy, le district d'Orléans et le département du Loiret.
La recherche d’un équilibre entre la volonté d’organiser une administration dont les cadres permettent l’exécution et le contrôle des lois d’une part, et la volonté d’accorder une certaine autonomie aux collectivités de base (paroisses, bourgs, villes) d’autre part, s’étale de 1789 à 1838. Les découpages territoriaux évoluent ensuite au gré des réformes visant à décentraliser ou recentraliser l'action de l'État. La régionalisation fonctionnelle des services de l'État (1945-1971) aboutit à la création de régions. L'acte I de la décentralisation de 1982-1983 constitue une étape importante en donnant l'autonomie aux collectivités territoriales, régions, départements et communes. L'acte II intervient en 2003-2006, puis l'acte III en 2012-2015.
Le tableau suivant présente les rattachements, au niveau infra-départemental, de la commune de Tigy aux différentes circonscriptions administratives et électorales ainsi que l'historique de l'évolution de leurs territoires.
| Circonscription             | Nom                 | Période   | Type                         | Évolution du découpage territorial |
| --------------------------- | ------------------- | --------- | ---------------------------- | --- |
| District                    | Orléans             | 1790-1795 | Administrative               | La commune est rattachée au district d'Orléans de 1790 à 1795,. La Constitution du 5 fructidor an III, appliquée à partir de vendémiaire an IV (1795) supprime les districts, rouages administratifs liés à la Terreur, mais maintient les cantons qui acquièrent dès lors plus d'importance. |
| Canton                      | Tigy                | 1790-1801 | Administrative et électorale | Le 10 février 1790, la municipalité de Tigy est rattachée au canton de Tigy,. Les cantons sont supprimés, en tant que découpage administratif, par une loi du 26 juin 1793, et ne conservent qu'un rôle électoral. Ils permettent l’élection des électeurs du second degré chargés de désigner les députés. Les cantons acquièrent une fonction administrative avec la disparition des districts en 1795. |
| Canton                      | Jargeau             | 1801-2015 | Administrative et électorale | Sous le Consulat, un redécoupage territorial visant à réduire le nombre de justices de paix ramène le nombre de cantons dans le Loiret de 59 à 31. Tigy est alors rattachée par arrêté du 9 vendémiaire an X (30 septembre 1801) au canton de Jargeau, sous le nom de Tigy,. |
| Canton                      | Saint-Jean-le-Blanc | 2015-     | Électorale                   | La loi du 17 mai 2013 et ses décrets d'application publiés en février et mars 2014 introduisent un nouveau découpage territorial pour les élections départementales. La commune est alors rattachée au nouveau canton de Saint-Jean-le-Blanc. Depuis cette réforme, plus aucun service de l'État n'exerce sa compétence sur un territoire s'appuyant sur le nouveau découpage cantonal. Le canton a disparu en tant que circonscription administrative de l'État ; il est désormais uniquement une circonscription électorale destinée à l'élection d'un binôme de conseillers départementaux siégeant au conseil départemental. |
| Arrondissement              | Orléans             | 1801-     | Administrative               | Tigy est rattachée à l'arrondissement d'Orléans depuis sa création en 1801,. |
| Circonscription législative | 3e circonscription  | 2010-     | Électorale                   | Lors du découpage législatif de 1986, le nombre de circonscriptions législatives passe dans le Loiret de 4 à 5. Un nouveau redécoupage intervient en 2010 avec la loi du 23 février 2010. En attribuant un siège de député « par tranche » de 125 000 habitants, le nombre de circonscriptions par département varie désormais de 1 à 21,. Dans le Loiret, le nombre de circonscriptions passe de cinq à six. La réforme n'affecte pas Tigy qui reste rattachée à la troisième circonscription. |

#### Collectivités de rattachement
La commune de Tigy est rattachée au département du Loiret et à la région Centre-Val de Loire, à la fois circonscriptions administratives de l'État et collectivités territoriales.

### Politique et administration municipales

#### Conseil municipal et maire
Depuis les élections municipales de 2014, le conseil municipal de Tigy, commune de plus de 1 000 habitants, est élu au scrutin proportionnel de liste à deux tours (sans aucune modification possible de la liste), pour un mandat de six ans renouvelable. Il est composé de 19 membres. L'exécutif communal est constitué par le maire, élu par le conseil municipal, parmi ses membres, pour un mandat de six ans, c'est-à-dire pour la durée du mandat du conseil.
| Période                                  | Période   | Identité            | Étiquette    | Qualité                                                                    |
| ---------------------------------------- | --------- | ------------------- | ------------ | -------------------------------------------------------------------------- |
|                                          |           | Eugène Brinon       | Radical      | Conseiller général du canton de Jargeau (1904-1910)                        |
|                                          |           | Jules Béjot         |              | Médecin Conseiller général du canton de Jargeau (1943-1945)                |
| 1969                                     | 1971      | Jacques de Montcuit |              |                                                                            |
| 1971                                     | 1984      | Pierre Larrivé      |              |                                                                            |
| 1984                                     | mars 2008 | Ivan Sorgniard      | RPR puis UMP | Artisan Conseiller général du canton de Jargeau (1985-1994 puis 1998-2011) |
| mars 2008                                | mars 2014 | Jean-Yves Coco      | DVD          | Retraité                                                                   |
| mars 2014                                | En cours  | Noël Le Goff,       |              | Ancien cadre                                                               |
| Les données manquantes sont à compléter. |           |                     |              |                                                                            |

## Héraldique
| Blason de Tigy | Les armes de Tigy se blasonnent ainsi : D'azur au chevron d'or, accompagné en pointe d'une fleur de lys du même et en chef de deux roses d'argent. |

## Équipements et services

### Environnement

#### Gestion des déchets
En  2016, la commune est membre du SICTOM de la région de Châteauneuf-sur-Loire, créé en 1976. Celui-ci assure la collecte et le traitement des ordures ménagères résiduelles, des emballages ménagers recyclables  et des encombrants en porte à porte et du verre en points d’apport volontaire. Un réseau de dix déchèteries, accueille les encombrants et autres déchets spécifiques (déchets verts, déchets dangereux, gravats, ferraille, cartons…). L'élimination et la valorisation énergétique des déchets ménagers et de ceux issus de la collecte sélective sont effectuées par le SICTOM de Gien-Châteauneuf-sur-Loire qui comprend un centre de transfert de déchets ménagers et un centre de stockage de déchets ultimes (CSDU) de classe II à Saint-Aignan-des-Gués ainsi qu'une usine d’incinération des ordures ménagères à Gien-Arrabloy.
Depuis le 1er janvier 2017, la « gestion des déchets ménagers » ne fait plus partie des compétences de la commune mais est une compétence obligatoire de la communauté de communes des Loges en application de la loi NOTRe du 7 août 2015.

#### Production et distribution d'eau
Le service public d’eau potable est une compétence obligatoire des communes depuis l’adoption de la loi du 30 décembre 2006 sur l’eau et les milieux aquatiques. Au 31 décembre 2016, la production et la distribution de l'eau potable sur le territoire communal sont assurées par la commune elle-même.
La loi NOTRe du 7 août 2015 prévoit que le transfert des compétences « eau et assainissement » vers les communautés de communes sera obligatoire à compter du 1er janvier 2020. Le transfert d’une compétence entraîne  de  facto  la  mise  à disposition  gratuite  de  plein droit des biens, équipements et services publics utilisés, à la date du transfert, pour l'exercice de ces compétences et la substitution de la communauté dans les droits et obligations des communes,.

#### Assainissement
La compétence assainissement, qui recouvre obligatoirement la collecte, le transport et l’épuration des eaux usées, l’élimination des boues produites, ainsi que le contrôle des raccordements aux réseaux publics de collecte, est assurée  par la commune elle-même.
La commune est raccordée à une station d'épuration située sur le territoire communal, mise en service le 1er juillet 1999 et dont la capacité nominale de traitement est de  2 000 EH, soit 460 m3/jour. Cet équipement utilise un procédé d'épuration biologique dit « à boues activées ». Son exploitation est assurée par la Lyonnaise des Eaux,.
L’assainissement non collectif (ANC) désigne les installations individuelles de traitement des eaux domestiques qui ne sont pas desservies par un réseau public de collecte des eaux usées et qui doivent en conséquence traiter elles-mêmes leurs eaux usées avant de les rejeter dans le milieu naturel. En 2016, la communauté de communes des Loges assure le service public d'assainissement non collectif (SPANC), qui a pour mission de vérifier la bonne exécution des travaux de réalisation et de réhabilitation, ainsi que le bon fonctionnement et l’entretien des installations,.

## Population et société

### Démographie
L'évolution du nombre d'habitants est connue à travers les recensements de la population effectués dans la commune depuis 1793. Pour les communes de moins de 10 000 habitants, une enquête de recensement portant sur toute la population est réalisée tous les cinq ans, les populations de référence des années intermédiaires étant quant à elles estimées par interpolation ou extrapolation. Pour la commune, le premier recensement exhaustif entrant dans le cadre du nouveau dispositif a été réalisé en 2006.
En 2022, la commune comptait 2 463 habitants, en évolution de +6,12 % par rapport à 2016 (Loiret : +1,89 %, France hors Mayotte : +2,11 %).
| 1793 | 1800 | 1806 | 1821 | 1831 | 1836  | 1841  | 1846  | 1851  |
| ---- | ---- | ---- | ---- | ---- | ----- | ----- | ----- | ----- |
| 665  | 629  | 657  | 693  | 817  | 1 000 | 1 077 | 1 169 | 1 276 |

| 1856  | 1861  | 1866  | 1872  | 1876  | 1881  | 1886  | 1891  | 1896  |
| ----- | ----- | ----- | ----- | ----- | ----- | ----- | ----- | ----- |
| 1 399 | 1 401 | 1 470 | 1 619 | 1 542 | 1 566 | 1 478 | 1 658 | 1 572 |

| 1901  | 1906  | 1911  | 1921  | 1926  | 1931  | 1936  | 1946  | 1954  |
| ----- | ----- | ----- | ----- | ----- | ----- | ----- | ----- | ----- |
| 1 558 | 1 584 | 1 545 | 1 294 | 1 202 | 1 143 | 1 153 | 1 140 | 1 189 |

| 1962  | 1968  | 1975  | 1982  | 1990  | 1999  | 2006  | 2011  | 2016  |
| ----- | ----- | ----- | ----- | ----- | ----- | ----- | ----- | ----- |
| 1 180 | 1 259 | 1 251 | 1 434 | 1 679 | 1 960 | 2 187 | 2 296 | 2 321 |

| 2021  | 2022  | - | - | - | - | - | - | - |
| ----- | ----- | - | - | - | - | - | - | - |
| 2 422 | 2 463 | - | - | - | - | - | - | - |

## Économie
La commune, située dans la zone d'emploi d'Orléans, est essentiellement agricole, elle pratique notamment la culture d'asperges.

## Patrimoine

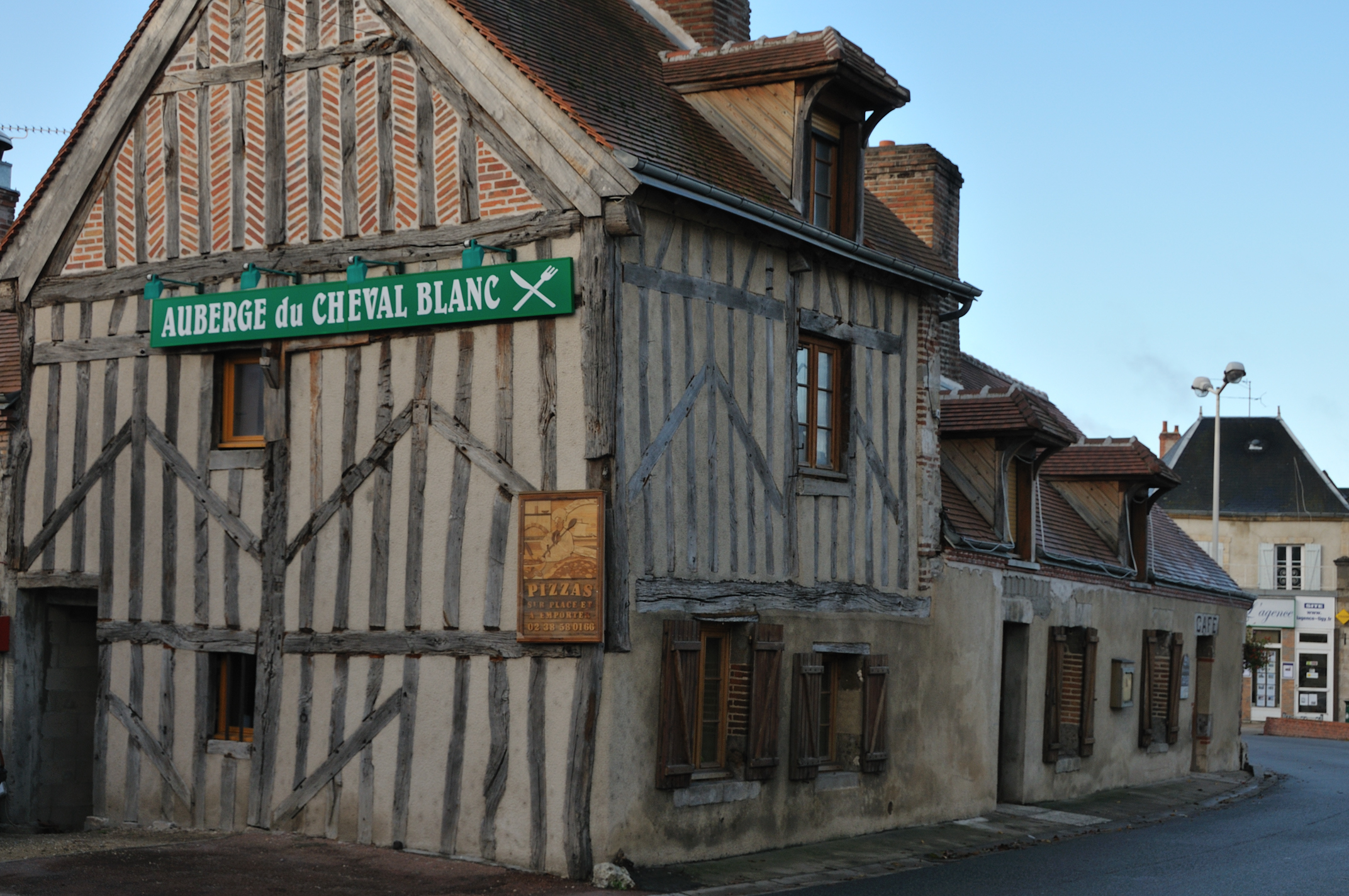
L'auberge du Cheval-Blanc.

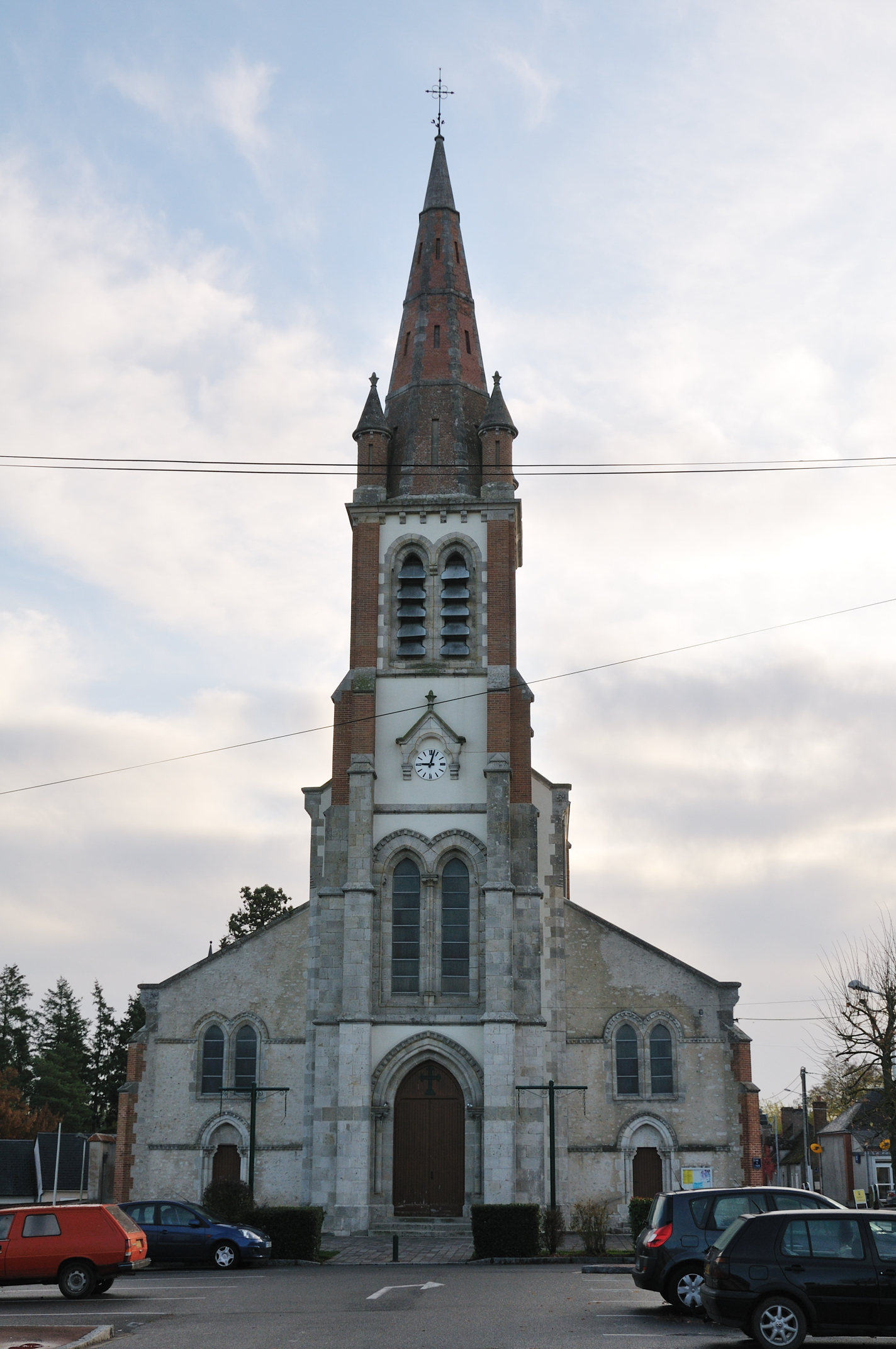
Le clocher de l'église Saint-Martin.

- Le château de Montizambert datant du XIXe siècle et comportant des douves[111] ;
- Le château de Molaine datant du XIXe siècle et comportant des douves et une chapelle[112] ;
- Le château de Cherupeaux datant du XIXe siècle[113] ;
- Le château de La Caille datant du XIXe siècle[114] ;
- Le manoir de la Matholière datant de 1743 et comportant des douves et une chapelle[115] ;
- L’église Saint-Martin datant de 1869 comportant plusieurs œuvres classées monuments historiques au titre d'objets[116] ;
- L’auberge du Cheval-Blanc datant de la fin du XVIIIe siècle[117] ;
- Une tuilerie-briquèterie datant de 1792, au lieu-dit la Matholière[118] ;
- Les vestiges de la tuilerie-briquèterie datant du XIXe siècle, au lieu-dit la Caille[119] ;
- Une ferme datant de la fin du XVIIIe siècle au lieu-dit les Grands-Marais[120] ;

## Enseignement
La commune est située dans la circonscription éducative de Châteauneuf-sur-Loire, dans l'académie d'Orléans-Tours ; elle administre une école maternelle et une école élémentaire et accueille sur son territoire le collège de la Sologne.

## Culture
- Le Musée de l'artisanat rural ancien[121] créé en 1970.
- Jumelage avec la commune de Leimen, Allemagne depuis 1970[122].

## Manifestations
- La foire aux Asperges, le troisième dimanche de mai depuis 1953 ; la manifestation réunit notamment des sosies de personnalités et un concours de structures en asperges est organisé ; le gagnant se voit remettre une cagette d'asperges en récompenses. L'édition 2013 a accueilli les chanteurs français Francky Vincent et Gérard Blanchard[123].
- La place du Tertre à Tigy, réunion d'artistes locaux et régionaux avec expositions publiques, chaque 14 juillet.
- La 19e étape du Tour de France 1973 a emprunté le territoire de la commune[124].